# Єгорова Ганна Олександрівна
Ганна Олександрівна Тимофєєва (Єгорова) (23 вересня 1916 — 29 жовтня 2009) — радянська льотчиця-штурмовик, Герой Радянського Союзу (1965).

## Біографія

### Дитинство
Народилася 23 вересня 1916 року в селі Володово (нині — село в Кувшиновском районі Тверської області) в селянській родині. У сім'ї було 8 дітей (і ще 8 померли в дитинстві). Батько — Олександр Єгоров (1876—1925), селянин. Через нестачу коштів вимушений був підробляти, займаючись відхожим промислом (сезонними роботами). Брав участь у Першій світовій війні, воював у громадянську (на боці Радянської влади). Участь у військових діях підірвали його здоров'я, помер у 1925 році у віці 49 років, і після цього дітей виховувала одна мати.
Ганна Закінчила 7 класів неповної середньої школи в селі Нове, так як в Володово тоді школи не було. Працювала на Метробуді, закінчила аероклуб. У 1938 році була спрямована в Ульянівську школу льотчиків Тсоавіахіму, але після арешту старшого брата Василя була відрахована як родич «ворога народу». Поїхала в Смоленськ, влаштувалася працювати на льонокомбінат, займалася в аероклубі. Отримала направлення в школу льотчиків у Херсон, По закінченні якого в 1939 році була інструктором Калінінського аероклубу.

### Участь у Другій світовій війні
На початку війни була зарахована льотчиком у 130-ю окрему авіаційну ескадрилью зв'язку (оаез) Південного фронту. Початково на літаку У-2 (По-2) сумлінно виконувала роботу зі зв'язку з частинами і підрозділами фронту. За успішність, у лютому 1942 року, нагороджена орденом Червоного Прапора.
У 1942 році добилася переведення в штурмову авіацію. На початок 1943 року виконала 236 вильотів на літаку У-2 і швидко освоювала Іл-2.
Воювала в складі 805-го штурмового авіаційного полку (197-я штурмова авіаційна дивізія 6-й штурмовий авіаційний корпус 16-а повітряна армія, 1-й Білоруський фронт), штурман полку. Пілотувала Іл-2. Воювала над Таманському півострові, Малій Землею. За участь у прориві «Блакитної лінії» під Новоросійськом представлена до другого ордена Червоного Прапора.
Брала участь у визволенні Польщі. Була єдиною в полку жінкою-пілотом, пізніше вона разом зі стрільцем Євдокією Назаркіною склали перший жіночий екіпаж у штурмової авіації. Всього за Німецько-радянську війну Ганна Олександрівна Єгорова вчинила 277 бойових вильотів.

### У полоні
22 серпня 1944 року в повітряному бою над Студзянками була збита і отримала важке поранення. Обпалена, без свідомості Ганна потрапила в полон. Її повітряний стрілець, Євдокія Олексіївна (Дуся) Назаркіна, загинула та була представлена до звання Героя Радянського Союзу посмертно. Тимофєєва пройшла кілька концтаборів. В січні 1945 року була звільнена танкістами 5-ї ударної армії з Кюстринского концтабору «ЗЦ», де містилася в окремому карцері. У таборі зусиллями військовополонених вдалося зберегти партквиток і нагороди Єгорової, а сама вона була майже недієздатна. Залікувати рани їй допомогли спочатку санінструктор Юлія Кращенко, яка потрапила в полон у ході боїв на магнушевському плацдармі близько Студзянок, який і повинні були допомогти обороняти штурмовики 805-го ШАП; в Зоннебурге — військовий лікар 2-го рангу Георгій Федорович Синяков, потрапив у полон ще в серпні 1941 року під Києвом, і професор Белградського університету Павле Трпинац. Після звільнення з табору протягом 10 днів проходила перевірку на допитах у відділенні контррозвідки «Смерш» 32-го стрілецького корпусу 5-ї ударної армії. У своїх мемуарах Ганна Єгорова розповідала про ті дні. Щоночі їй треба було підніматися на другий поверх, на допит до майора Федорова, який кричав на неї, вимагаючи зізнатися, «де взяла ордени і партквиток», «чому здалася в полон» та інші подібні питання. Ганна Єгорова згадувала:(рос.)

Каждую ночь мне надо было подняться на второй этаж. А там: «Стоять! Б…! Стоять!» А я — падаю. «Как перешла к немцам? Откуда взяла ордена?» Сорвали награды…

На десятий день подібних допитів Ганна почала вимагати припинити знущання над нею. З'ясувалося, що її вже давно розшукували товариші по німецькому полоні, але контррозвідка не поспішала її відпускати, тому що «вже дуже підозріло — в такому пеклі зберегти ордени і — більше того — партійний квиток». Однак її відпустили і навіть запропонували залишитися працювати в «Смерші», але вона відмовилася.

## Після війни
Після медкомісії, була не допущенна до льотної роботи, повернулася в Москву на Метробуд. Вийшла заміж за В'ячеслава Арсенійовича Тимофєєва, колишнього командира 197-ї штурмової авіаційної дивізії. Ганна Єгорова стала героєм публікації «Єгорушка» в «Літературній газеті» у 1961 році, і вже через 4 роки, 6 травня 1965 р. з третього подання до нагороди, їй присвоїли звання Героя Радянського Союзу, до якого її вже представляли під час війни.
Стала членом Ради по взаємодії з громадськими об'єднаннями ветеранів, офіцерів запасу та у відставці при Президентові РФ. Член товариства «Знання». Померла в Москві 29 жовтня 2009 року. Похована на Даниловському кладовищі.

## Нагороди та почесні звання
У радянський період була нагороджена орденом Леніна, 2 орденами Червоного Прапора, 2 орденами Вітчизняної війни 1 ступеня, польським Срібним Хрестом і більш ніж 20 медалями.
У травні 2006 року була удостоєна почесного громадського титулу «Національний герой» і нагороджена орденом «За честь і доблесть» (всеросійська премія «Російський Національний Олімп»).

## Твори
- Тимофеева-Егорова А. А. Держись, сестрёнка!. — М. : Воениздат, 1983. — 176 с. — 100000 прим.
- Тимофеева-Егорова А. А. Я Берёза, как слышите меня?. — М. : МБОФ «Победа», 1999.
- Тимофеева-Егорова Анна. Небо, «штурмовик», девушка. «Я — „Берёза“! Как слышите меня?…». — М.: Яуза, Эксмо, 2007. — 368 с. — (Война и мы. Солдатские дневники) — 4000 прим. — ISBN 5-7117-0074-X.